# Denis Villeneuve
Denis Villeneuve (Trois-Rivières, Quebec, 3 de octubre de 1967) es un guionista y director de cine canadiense. Fue nominado a un premio Óscar en la categoría de mejor dirección por su película La llegada (2016), y ha ganado tres premios Genie como mejor director por sus largometrajes Maelström (2000), Polytechnique (2009) e Incendies (2010). La película Incendies fue nominada además a un Óscar en la categoría de mejor película de habla no inglesa. Internacionalmente, es conocido por haber dirigido las cintas Prisoners, Sicario, La llegada, Blade Runner 2049 y Dune.

## Biografía
Villeneuve nació en Trois-Rivières, Quebec, y estudió cine en la Universidad de Quebec en Montreal. Inició su carrera a comienzos de los años 1990, trabajando para Radio-Canada en el programa de televisión La course destination monde. Su siguiente trabajo, el cortometraje REW-FFWD (1994), obtuvo un premio del jurado en el Festival Internacional de Cine de Locarno.
En 1996 participó en la película Cosmos, dirigiendo el segmento "Technétium, Le". Su primer largometraje, Un 32 août sur terre (1998), tuvo como protagonistas a los actores Pascale Bussières y Alexis Martin. La cinta fue escogida para ser exhibida en la sección Un Certain Regard del Festival de Cannes. Además, fue seleccionada por Canadá como su candidata para la categoría de mejor película extranjera en los premios Óscar, pero no quedó entre las nominadas.
Su siguiente película, Maelström (2000), fue mostrada en varios festivales de cine, incluyendo los de Toronto, Montreal, Sundance y Berlín. La cinta obtuvo un premio especial del jurado en el de Toronto, el premio a la mejor película canadiense en el de Montreal, y recibió cinco premios Genie, entre ellos mejor película, mejor director, mejor guion y mejor actriz (Marie-Josée Croze). Los próximos trabajos de Villeneuve fueron los cortometrajes 120 Seconds to Get Elected (2006) y Next Floor (2008).
En 2009 estrenó Polytechnique, una película basada en la Masacre de la Escuela Politécnica de Montreal. Estuvo protagonizada por Maxim Gaudette, Sébastien Huberdeau y Karine Vanasse. El filme fue reconocido como la mejor película canadiense en el festival de Toronto, mientras que en los premios Genie ganó en las categorías de mejor película, mejor director, mejor guion original, mejor actriz (Karine Vanasse) y mejor actor de reparto (Maxim Gaudette), entre otras. Su siguiente proyecto, Incendies (2010), fue una adaptación de la obra teatro homónima de Wajdi Mouawad. Estuvo protagonizada por Lubna Azabal, Mélissa Désormeaux-Poulin, Maxim Gaudette y Rémy Girard. La cinta fue nominada a un premio Óscar en la categoría de mejor película extranjera y a un premio BAFTA en la categoría de mejor película de habla no inglesa.
Tres años después, el director debutó en Hollywood con la cinta Prisoners (2013), cuyo reparto contó con la participación de Hugh Jackman, Jake Gyllenhaal, Viola Davis, Maria Bello, Terrence Howard, Melissa Leo y Paul Dano. La cinta fue nominada a un premio Óscar en la categoría de mejor fotografía, por el trabajo de Roger Deakins. Ese mismo año, Villeneuve estrenó la película Enemy en el festival de cine de Toronto. La historia, basada parcialmente en la novela El hombre duplicado de José Saramago, es protagonizada por Jake Gyllenhaal, Mélanie Laurent, Sarah Gadon e Isabella Rossellini.

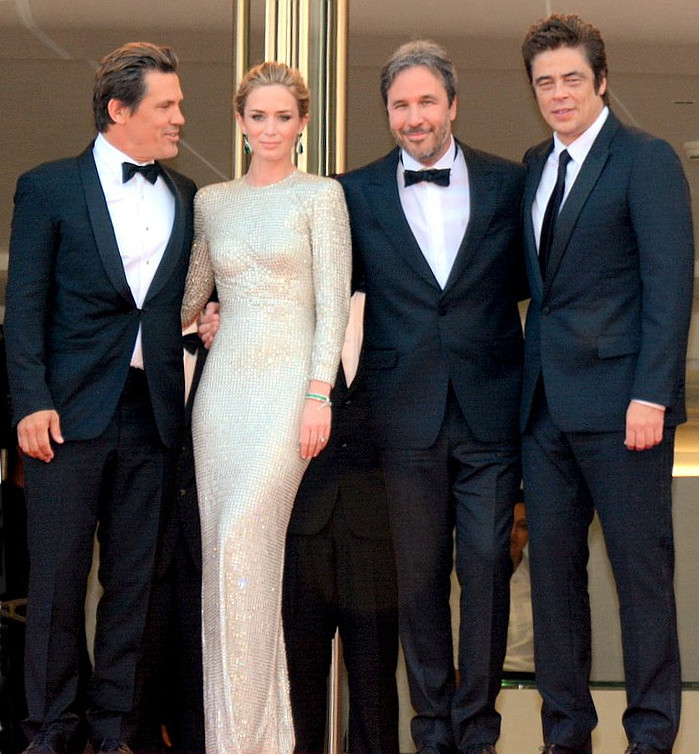
Josh Brolin, Emily Blunt, Denis Villeneuve y Benicio del Toro en el Festival de Cannes de 2015 para la presentación de Sicario.

Su siguiente película, Sicario, está protagonizada por Emily Blunt, Josh Brolin y Benicio del Toro, y gira en torno a una operación de la CIA por atrapar al líder de un cartel de droga. La cinta fue seleccionada para participar en la competición oficial del Festival de Cannes de 2015. La película fue nominada a tres premios Óscar, en las categorías de mejor edición de sonido, mejor banda sonora original y mejor fotografía. Al año siguiente estrenó el largometraje de ciencia ficción La llegada, una adaptación de la novela corta Story of your Life de Ted Chiang. La cinta es protagonizada por Amy Adams, quien interpreta a una lingüista encargada de comunicarse con unos extraterrestres que acaban de llegar a la Tierra. Cuenta además con las actuaciones de Jeremy Renner y Forest Whitaker.
Villeneuve fue escogido para dirigir la secuela de Blade Runner (1982) de Ridley Scott, titulada Blade Runner 2049. Además de Harrison Ford, que volvió a interpretar a Rick Deckard, el reparto de la película incluye a Ryan Gosling, Robin Wright, Dave Bautista, Sylvia Hoeks, Ana de Armas, Carla Juri, David Dastmalchian, Barkhad Abdi, Lennie James y Jared Leto. Su estreno oficial fue el 6 de octubre de 2017. La película fue nominada a cinco premios Óscar y ganó dos de ellos, en las categorías de mejor fotografía (Roger Deakins) y mejores efectos visuales.
Según informó Variety a finales de diciembre de 2016, Legendary Pictures se encontraba en negociaciones con Villeneuve para dirigir una nueva versión de otro clásico de la ciencia ficción, Dune, tras adquirir los derechos de aquella obra. El 1 de febrero de 2017, Brian Herbert, el hijo de Frank Herbert, autor de la novela original, confirmó vía Twitter que Denis Villeneuve se haría cargo de la nueva adaptación cinematográfica del universo de Dune, cuya plasmación sería en un formato cinematográfico de saga como El Señor de los Anillos. Sus guionistas fueron Villeneuve, Eric Roth y Jon Spaihts. La película, cuyo estreno fue movido desde noviembre de 2020 hasta octubre de 2021 debido a la pandemia de COVID-19, estuvo protagonizada por Timothée Chalamet y contó con las actuaciones de Oscar Isaac, Rebecca Ferguson, Josh Brolin, Stellan Skarsgard, Dave Bautista y Zendaya, entre otros.
Una vez estrenada esta última, Legendary Pictures confirmó Dune: parte dos con Villeneuve también como director, iniciándose su rodaje en julio de 2022 y siendo estrenado el 1 de marzo de 2024.

### Futuros proyectos
El 19 de junio de 2017, el periodista Alexander Dunerfors de Moviezine informó que el cineasta tenía para entonces pendientes dos largometrajes:

Denis Villeneuve me dijo que su próximo [trabajo] será adaptar The Son de Jo Nesbø o Dune de Frank Herbert. Ambos guiones están en su fase inicial.

El 28 de septiembre del mismo año, y según informó Variety, Villeneuve estuvo en negociaciones para dirigir una biografía fílmica de Cleopatra. Sin embargo, el 9 de noviembre el propio director confirmó en declaraciones a The Playlist que se encontraba ocupado haciendo Dune, descartando otras propuestas cinematográficas.
Posteriormente, en diciembre de 2021, se confirmó que Villeneuve adaptaría tras Dune otro clásico del género de ciencia ficción, Cita con Rama, obra de Arthur C. Clarke, el autor detrás de 2001: Una odisea del espacio.
En noviembre de 2023, volvió a aludir a un ambicioso film histórico sobre Cleopatra, con Daniel Craig y Timothée Chalamet como César y Octavio Augusto respectivamente.
En abril de 2024 se confirmó que el realizador dirigiría El mesías de Dune y llevaría a la gran pantalla Nuclear War: A Scenario, obra de Annie Jacobsen.
El 26 de junio de 2025 Amazon MGM Studios anunció que Villeneuve sería el director de la próxima película de James Bond.

## Filmografía

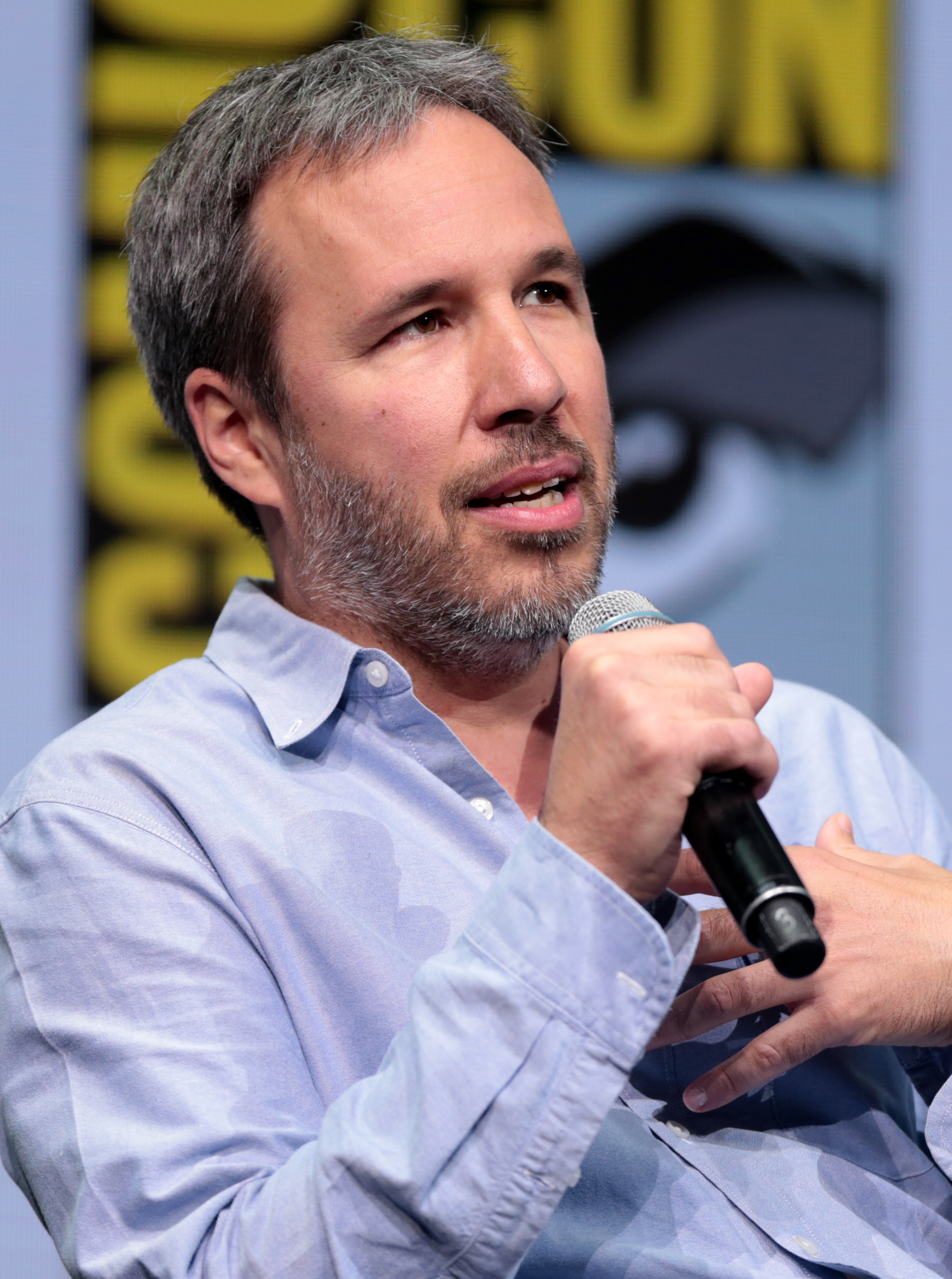
Denis Villeneuve en la Comic-Con de San Diego de 2017.

### Largometrajes
| Año  | Título               | Director | Guionista | Productor |
| ---- | -------------------- | -------- | --------- | --------- |
| 1998 | Un 32 août sur terre | Sí       | Sí        |           |
| 2000 | Maelström            | Sí       | Sí        |           |
| 2009 | Polytechnique        | Sí       | Sí        |           |
| 2010 | Incendies            | Sí       | Sí        |           |
| 2013 | Prisoners            | Sí       |           |           |
| 2013 | Enemy                | Sí       |           |           |
| 2015 | Sicario              | Sí       |           |           |
| 2016 | La llegada           | Sí       |           |           |
| 2017 | Blade Runner 2049    | Sí       |           |           |
| 2021 | Dune: parte uno      | Sí       | Sí        | Sí        |
| 2024 | Dune: parte dos      | Sí       | Sí        | Sí        |
| 2026 | Dune: parte tres     | Sí       | Sí        | Sí        |

### Cortometrajes
| Año  | Título                                                             | Director | Guionista | Montaje |
| ---- | ------------------------------------------------------------------ | -------- | --------- | ------- |
| 1994 | REW FFWD                                                           | Sí       | Sí        |         |
| 1996 | Cosmos (segmento "Le Technétium")                                  | Sí       | Sí        |         |
| 2006 | 120 Seconds to Get Elected                                         | Sí       | Sí        |         |
| 2008 | Next Floor                                                         | Sí       |           |         |
| 2011 | Rated R for Nudity                                                 | Sí       | Sí        | Sí      |
| 2011 | Étude empirique sur l'influence du son sur la persistance rétienne | Sí       | Sí        | Sí      |

### Televisión
| Año  | Título                      | Director | Productor ejecutivo | Notas                          |
| ---- | --------------------------- | -------- | ------------------- | ------------------------------ |
| 1990 | La Course destination monde | Sí       |                     | Película corta para televisión |
| 2024 | Dune: Prophecy              |          | Sí                  | Postproducción                 |

## Premios y nominaciones
Premios Óscar
| Año  | Categoría                                       | Película       | Resultado |
| ---- | ----------------------------------------------- | -------------- | --------- |
| 2011 | Mejor película extranjera (de habla no inglesa) | Incendies      | Nominado  |
| 2017 | Mejor director                                  | La llegada     | Nominado  |
| 2022 | Mejor película                                  | Dune           | Nominado  |
| 2022 | Mejor guion adaptado                            | Dune           | Nominado  |
| 2025 | Mejor película                                  | Dune: Part Two | Nominado  |

Canadian Screen Awards (antes Premios Genie)
| Año  | Categoría                     | Película    | Resultado |
| ---- | ----------------------------- | ----------- | --------- |
| 2001 | Mejor película                | Maelström   | Ganador   |
| 2001 | Mejor guion                   | Maelström   | Ganador   |
| 2009 | Mejor drama corto live action | Next Floor  | Ganador   |
| 2010 | Mejor director                | Politécnico | Ganador   |
| 2011 | Mejor director                | Incendies   | Ganador   |
| 2011 | Mejor guion adaptado          | Incendies   | Ganador   |
| 2014 | Mejor director                | Enemy       | Ganador   |

Premios BAFTA
| Año  | Categoría                          | Película          | Resultado |
| ---- | ---------------------------------- | ----------------- | --------- |
| 2012 | Mejor película de habla no inglesa | Incendies         | Nominado  |
| 2017 | Mejor director                     | Arrival           | Nominado  |
| 2018 | Mejor director                     | Blade Runner 2049 | Nominado  |
| 2022 | Mejor película                     | Dune              | Nominado  |
| 2022 | Mejor guion adaptado               | Dune              | Nominado  |
| 2025 | Mejor director                     | Dune: Part Two    | Nominado  |

Premios Globo de Oro
| Año  | Categoría              | Película       | Resultado |
| ---- | ---------------------- | -------------- | --------- |
| 2022 | Mejor película - drama | Dune           | Nominado  |
| 2022 | Mejor dirección        | Dune           | Nominado  |
| 2025 | Mejor película - drama | Dune: Part Two | Nominado  |